# Граймс (округ, Техас)
Шаблон:StateAbbr_ 30°33′ пн. ш. 95°59′ зх. д. / 30.55° пн. ш. 95.98° зх. д.
Округ Граймс (англ. Grimes County) — округ (графство) у штаті Техас, США. Ідентифікатор округу 48185.

## Історія
Округ утворений 1846 року.

## Демографія
За даними перепису 2000 року загальне населення округу становило 23552 осіб, зокрема міського населення було 7854, а сільського — 15698. Серед мешканців округу чоловіків було 12722, а жінок — 10830. В окрузі було 7753 домогосподарства, 5630 родин, які мешкали в 9490 будинках. Середній розмір родини становив 3,18.
Віковий розподіл населення поданий у таблиці:
| Стать    | До 15 років | 15-21 | 22-29 | 30-39 | 40-49 | 50-65 | 65-85 | Понад 85 |
| -------- | ----------- | ----- | ----- | ----- | ----- | ----- | ----- | -------- |
| Чоловіки | 2378        | 1124  | 1074  | 2123  | 2294  | 2182  | 1414  | 133      |
| Жінки    | 2380        | 1078  | 925   | 1469  | 1642  | 1645  | 1390  | 301      |

## Суміжні округи
- Медісон — північ
- Вокер — північний схід
- Монтгомері — південний схід
- Воллер — південь
- Вашингтон — південний захід
- Бразос — захід

## Виноски
1. ↑  U.S. Decennial Census. United States Census Bureau. Архів оригіналу за 26 квітня 2015. Процитовано 27 квітня 2015.
2. ↑  Texas Almanac: Population History of Counties from 1850–2010 (PDF). Texas Almanac. Архів оригіналу (PDF) за 26 лютого 2015. Процитовано 27 квітня 2015.
3. ↑  State & County QuickFacts. United States Census Bureau. Архів оригіналу за 18 жовтня 2011. Процитовано 16 грудня 2013.(англ.) Наведено за англійською вікіпедією.
4. ↑  American FactFinder. Бюро перепису населення США. Архів оригіналу за 21 травня 2008. Процитовано 31 січня 2008.

| США | Це незавершена стаття з географії США. Ви можете допомогти проєкту, виправивши або дописавши її. |